# Římskokatolická farnost Kněžice
Římskokatolická farnost Kněžice (lat. Knoeschicium) je církevní správní jednotka sdružující římské katolíky na území vesnice Kněžice a v jejím okolí. Organizačně spadá do lounského vikariátu, který je jedním z 10 vikariátů litoměřické diecéze. Centrem farnosti je kostel svaté Kateřiny Alexandrijské v Kněžicích.

## Historie farnosti
Jedná se o tzv. starou farnost, u níž datum založení není známo . Matriky jsou vedeny od roku 1649.

### Duchovní správcové vedoucí farnost
Začátek působnosti jmenovaného v duchovní správě farnosti od:
- 1724 Ernest. Czech
- 1747 Anton. Nitzche
- 1762 Wenzel[3] Infeld
- 1763 Bernard Sfark
- 1775 Jos. Olberth (Josef Olbert[3])
- 1784 Franz Xav. Gareis[3]
- 1797 Michael Cajetan Herrmann[3] O.P.
- 1802 Johann Franz Josef Kral;[3] nar. 26. 7. 1771 Michanicens., o. 15. 4. 1797
- 1826 Wenzel Barth;[3] nar. 28. 9. 1795 Droužkovice, o. 13. 8. 1819
- 1846 par. vacat, admin.[p 2] Jos. Walter
- 1846 Wenc. Weiss (Wenzel Weiß[3]); nar. 19. 5. 1811 Postoloprty, o. 4. 8. 1834
- 1850 Franz Richter, admin.[3]
- 1851 Franz Gebhard; nar. 4. 9. 1801 Schoenfeld., o. 15. 8. 1829
- 1883 Anton Stejskal; nar. 6. 10. 1844 Písek, o. 14. 7. 1872 (od roku 1900 byl děkanem v Lounech a okrskovým školním inspektorem lounského školského okrsku[3])
- 1890 par. vacat, admin. int.[p 2] Johann Hergl (od roku 1900 farář v Buškovicích)[3]
- 1891 Franz Stibor; nar. 1. 10. 1848 Meštice, o. 16. 7. 1874
- 1896 Franz Polívka; nar. 20. 10. 1865 Třebenice, o. 25. 3. 1888
- 1909 Jos. Kräupl; nar. 19. 3. 1878 Chomutov, o. 14. 7. 1901
- 1914 Venc. Tangl; nar. 22. 9. 1875 Lissa, o. 29. 6. 1902
- 1939 par. vacat, admin. excurr.[p 2] Car. Glatz
- 1. 5. 1945 Václav Tangl, admin. excurr.
- 1. 8. 1958 František Hrubý, admin. excurr.
- 1. 9. 1959 František Pisinger, admin. excurr.
- 1. 12. 1970 Pavel Bohumil Petřina, O.Praem., admin. excurr.
- 1. 11. 1990 Václav Vávra, admin. excurr.
- 1. 7. 1993 Alexander Siudzik CSsR, admin. excurr.[4]

## Území farnosti
Do farnosti náleží území obce:
- Kličín (Klitschin)[p 3]
- Kněžice (Knieschitz,[2] Knöschitz[5])[p 3]
- Neprobylice (Neprowitz)[p 3]
- Oploty (Oblat,[2] Oblatt[5])[p 3]

## Římskokatolické sakrální stavby na území farnosti
| | Fotografie | Stavba                      | Místo   | Bohoslužby                      | Zeměpisné souřadnice             | Status          | Číslo kulturní památky           |
| Kostely | Kostely    | Kostely                     | Kostely | Kostely                         | Kostely                          | Kostely         | Kostely                          |
| --- | ---------- | --------------------------- | ------- | ------------------------------- | -------------------------------- | --------------- | -------------------------------- |
| 1. |            | Kostel sv. Kateřiny         | Kněžice | bližší informace o bohoslužbách | 50°17′11″ s. š., 13°25′52″ v. d. | farní kostel    | 106279 (Pk•MIS•Sez•Obr•WD)       |
| 2. |            | Kostel sv. Jana Nepomuckého | Kličín  | bližší informace o bohoslužbách | 50°17′24″ s. š., 13°27′24″ v. d. | filiální kostel | 43668/5-1103 (Pk•MIS•Sez•Obr•WD) |
| Kaple |            |                             |         |                                 |                                  |                 |                                  |
| 3. |            | Kaple sv. Jana a Pavla      | Oploty  | bohoslužby příležitostně        | 50°16′51″ s. š., 13°26′25″ v. d. | obecní kaple    | 43191/5-1179 (Pk•MIS•Sez•Obr•WD) |
| Některé drobné sakrální stavby a pamětihodnosti lze dohledat zde v databázi Drobné sakrální památky Zaniklé sakrální stavby lze dohledat zde v databázi Poškozené a zničené kostely, kaple a synagogy v České republice |            |                             |         |                                 |                                  |                 |                                  |

Ve farnosti se mohou nacházet i další drobné sakrální stavby, místa římskokatolického kultu a pamětihodnosti, které neobsahuje tato tabulka.

## Příslušnost k farnímu obvodu
Z důvodu efektivity duchovní správy byl vytvořen farní obvod (kolatura) farnosti-děkanství Podbořany, jehož součástí je i farnost Kněžice, která je tak spravována excurrendo.